# Фаньяно-Альто
Фаньяно-Альто (італ. Fagnano Alto) — муніципалітет в Італії, у регіоні Абруццо,  провінція Л'Аквіла.
Фаньяно-Альто розташоване на відстані близько 100 км на північний схід від Рима, 20 км на південний схід від Л'Акуїли.
Населення — 424 особи (2014). Покровитель — Vallecupa - è S. Donato.

## Демографія
Населення за роками:

Станом на 1 січня 2023 року в муніципалітеті офіційно проживало 17 іноземців з 7 країн, серед них 7 громадян країн Євросоюзу.

## Сусідні муніципалітети
- Капорчіано
- Фонтеккьо
- Прата-д'Ансідонія
- Рокка-ді-Меццо
- Сан-Деметріо-не'-Вестіні